# روهرندورف بای کرمس
روهرندورف بای کرمس (به آلمانی: Rohrendorf bei Krems) یک منطقهٔ مسکونی در اتریش است که در ناحیه کرمس-لاند واقع شده‌است. روهرندورف بای کرمس ۱٬۶۹۶ نفر جمعیت دارد.